# أوسينسك
أوسينسك (بالروسية: Усинск) هي إحدى مدن روسيا في الكيان الفدرالي الروسي جمهورية كومي.